# Telesphorus
Telesphorus, av grekisk börd född i Terranova da Sibari i dagens Italien, död omkring 136, var påve från omkring 125 till sin död. Helgon i romersk-katolska kyrkan, med festdag den 2 januari, och i grekisk-ortodoxa kyrkan, med festdag den 22 februari.

## Biografi
Telesphorus var den sjunde biskopen av Rom i succession efter Apostlarna, och han led enligt vittnesbörd från Irenaeus, sedermera martyrdöden. Eusebios daterar hans pontifikat till det tolfte av Hadrianus regeringsår (128–129), och hans död till Antoninus Pius första regeringsår (138–139). Om dateringen har dock mycket skrivits, även under nutiden.
I ett fragment av Irenaeus brev till påve Viktor I angående firandet av påsken, nämns Telesphorus såsom en av de biskopar av Rom som alltid firat påsk på söndagen, utan att därmed vägra kyrkogemenskap med de församlingar som inte följde denna tradition. Varken denna uppgift eller andra om liturgiska spörsmål som finns att läsa i Liber Pontificalis, bland annat att han skulle ha infört midnattsmässan vid jul, är historiskt säkerställda.
I den romerska kyrkan angavs tidigare den 5 januari som hans festdag; detta berodde enligt Calendarium Romanum (1969) på en sammanblandning mellan honom och ett afrikanskt helgon, och där firas han nu den 2 januari.
Karmelitorden vördar Telesphorus som sitt skyddshelgon, eftersom han ibland avbildas som eremit på Karmelberget. Staden Saint-Télesphore i Kanada är uppkallad efter honom.